# Браслет для аплодисментов
«Браслет для аплодисментов» (англ. A Scause for Applause) — тринадцатая серия шестнадцатого сезона сериала «Южный Парк», её премьера состоялась 31 октября 2012 года. Во время премьерного показа сезона в России на канале Paramount Comedy не переводилась и не транслировалась, однако позже, при повторном показе, серию всё-таки показали.

## Сюжет
Учёные нашли на Туринской плащанице следы наркотика, после чего они начинают утверждать будто Иисус не страдал за грехи. Разочарованные в христианстве американцы снимают с рук популярные в США браслетики с буквами W.W.J.D., в которых зашифрован вопрос «What would Jesus do?» («Что сделал бы Иисус?»). Однако Стэн отказывается снимать браслетик. Его приглашают в телешоу, где он выслушивает абсурдную критику за то, что имеет наглость не придерживаться общего мнения.
В школе Стэн замечает, что Баттерс тоже носит на руке браслетик.
«Это помогает мне не забывать о сочувствии к людям, — объясняет Баттерс. — Меня действительно впечатлило, когда я увидел на YouTube, как борются фермеры в Беларуси». «Фермеры… где?» — переспрашивает Стэн.
На экране появляются «кадры с YouTube»: 2 бульдозера стоят напротив группы людей, за спинами которых видны грядки с капустой. «Приятного аппетита (и далее неразборчиво)», — говорит «белорусским фермерам» один из бульдозеристов, за спиной которого виден город со средневековым замком. На экране в это время появляются субтитры «This land is no longer yours!» («Эта земля больше не ваша!»). Однако люди не уходят, потому что поклялись «стоять на земле, как тот парень в США, который не снял браслетик с руки».
Вскоре Стэн из-за того, что единственный в США не снял браслетик W.W.J.D., становится звездой. Он принимает участие в рекламной кампании под лозунгом «STANd YOUR GROUND» (Стой на своём). Однако журналисты и всё те же учёные находят остатки суперклея на его браслетике и обвиняют его в обмане.
«Знаешь, что печально? Что именно это важно для людей. И никто не помнит о фермерах из Беларуси. Ты хочешь сказать, что фермеры из Беларуси — это фигня?» — жалуется Стэн Кайлу. Однако Кайл не уверен в честности своего друга и считает, что Стэн, отрицая склейку браслета, преследует куда более приземлённые цели.
Однако на следующее утро почти все учащиеся надевают браслетики в поддержку народа Беларуси, так как «белорусское правительство именно в эти минуты…». Но что именно делает белорусское правительство «в эти минуты», остаётся за кадром.
В конце эпизода Иисус появляется в Беларуси, чтобы урегулировать конфликт. Он говорит корреспонденту службы новостей, что побеседовал с фермерами и что ситуация разрешима. В этот момент танк, на фоне которого проходит интервью, стреляет по толпе. Слышны автоматные очереди, убившие всех белорусских фермеров, а спустя несколько секунд вперёд идут бульдозеры. Чуть позже Иисус принимает наркотик и избавляет Южный парк от «браслетовой» зависимости, предлагая выражать свои чувства с помощью футболок. После чего Иисус демонстрирует футболку с надписью «Free Pussy Riot» («Свободу Pussy Riot»).

## Факты
- Возможно, в названии эпизода «Браслет для аплодисментов» обыгрываются молчаливые акции протеста, проходившие в Беларуси в 2011 году, во время которых протест выражался посредством аплодисментов, а среди участников были распространены браслеты «За свободу».
- Слово «Belarus» прозвучало в оригинальной английской версии эпизода 15 раз.
- Скандал с Иисусом — прямая отсылка к допинговому скандалу с велосипедистом Лэнсом Армстронгом[2][3].
- В эпизоде можно увидеть торговую сеть J&G, что является отсылкой к серии «Деньги в обмен за золото».
- Фабрика по производству браслетов и её владелец являются пародией на детскую книжку «Сничи».
- Белорусские танки напоминают русские ПТ-76, развёрнутые задом наперёд с установленной сзади башней от Т-72 .
- Приняв допинг, Иисус по поведению и внешнему виду напоминает Халка из комиксов Marvel.
- Серьёзное отношение к сарказму (сцены в доме француза), вероятно, является отсылкой к эпизоду из этого же сезона — Сарказмобол.
- Депутат Госдумы РФ от партии ЛДПР Вадим Деньгин после выхода серии предложил запретить трансляцию данного мультсериала в России. Он выступил против использования образа Христа в футболке с призывом освободить участниц Pussy Riot, а также нашёл в эпизоде унижение Русской православной церкви[4].